# Inírida
Inírida es un municipio de Colombia, capital del departamento del Guainía y su ciudad más poblada. La temperatura promedio es de 25 °C.

## Toponimia
El topónimo «Inírida» significa «Espejito de Sol» en puinave, del Guainía. Según la leyenda indígena, Inírida fue una princesa que se convirtió en la flor de Inírida (de invierno: Guacamaya superba y de verano: Schoenocephalium), que solo crecen en los alrededores húmedos y arenosos de la población, cerca de los ríos Inírida y Guainía. Es una flor roja con visos blancos, parecida a una espiga que aparece en la bandera de Inírida y en el escudo del departamento de Guainía.

## División Político-Administrativa
Además de su Cabecera municipal. Inírida tiene bajo su jurisdicción los siguientes centros poblados:
- Barranco Tigre
- Chorro Bocón
- Resguardo Cacahual Rio Atabapo
- Coayare
- Coco Nuevo
- Coco Viejo
- Danta
- Loma Baja
- Matraca
- Remanso
- Sabanitas
- Santa Rosa
- Venado
- Yurí

## Historia
Puerto Inírida fue creado en 1963 según ley del 18 de julio de ese año. Se fundó en el caserío de Obando, llamado también Puerto Obando, en la jurisdicción del municipio de San Felipe, para tomar posteriormente el nombre de Puerto Inírida. En ese tiempo, Puerto Inírida estaba integrado a la comisaría del Vaupés.
El Decreto 1593 del 5 de agosto de 1974 creó el municipio de Inírida, en la comisaría del Guainía. Según su artículo primero: «Erígese en Municipio el actual corregimiento comisarial de Puerto Obando, el cual se continuará llamando Inírida (...)» artículo segundo: «La cabecera del Municipio de Inírida será la población del mismo nombre, la cual continuará siendo capital de la Comisaría del Guainía».

### Leyenda de la Princesa Inírida

#### Primera versión
La versión más antigua de la leyenda cuenta que en la margen izquierda del Caño Chaquira, hoy llamado caño San Joaquín, afluente del río Inírida, había un pueblo habitado por indígenas Puinave, de la familia yuca (TimsuujuT). En él vivía una bellísima muchacha, la más hermosa que se hubiera visto, llamada Pirraro Inírida. Pirraro quiere decir «Ave Hermosa», e Inírida significa «Espejito de Sol», pero todos la llamaban Desinkoira, que significa «Mujer de Dulce Olor», o «Mujer Perfumada».

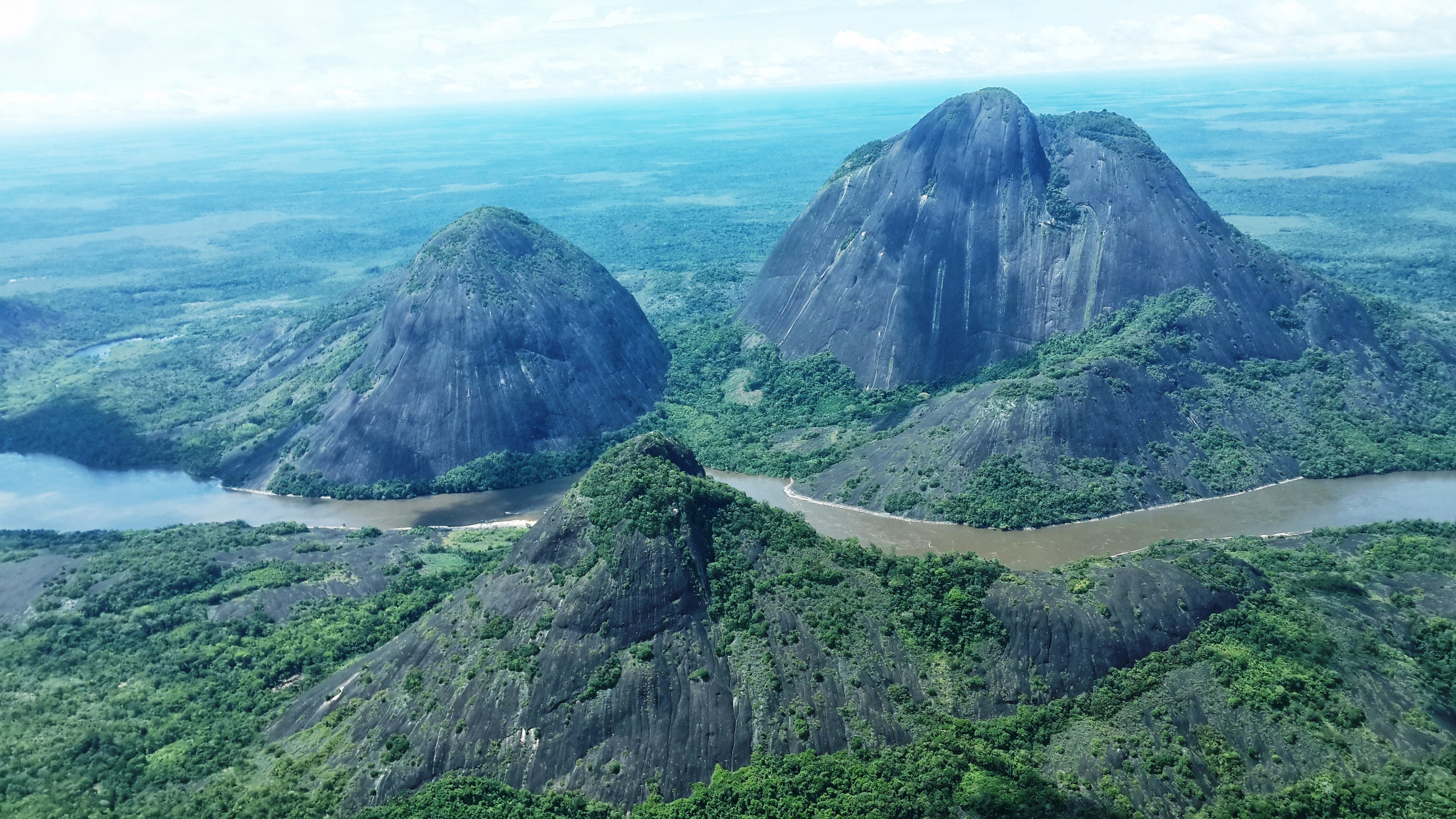
Vista panorámica de los Cerros de Mavecure.

A diario, la muchacha iba a los Cerros de Mavecure, especialmente al Cerro Paujil y al Jupirrali, y allí pasaba las horas hablando con los espíritus de los Cerros. Muchos jóvenes la pretendían, pero ella no les hacía caso. Sus padres, preocupados, le dijeron que ya había llegado el momento de casarse con alguno de sus pretendientes, pero Inírida les dijo que prefería casarse con el Cerro Jupirrali, que significa «Pájaro Perfumado», hoy conocido como Cerro Pajarito.
El príncipe Yoy llegó desde el reino del Vaupés para pedir la mano de Inírida, pues hasta su reino había llegado la fama de la belleza de la muchacha. Sin embargo, ella no lo aceptó. Entonces el príncipe, despechado y ofendido, fue en busca de ayuda hasta donde su amigo, el príncipe Yatsu del Guainía, dueño del cerro llamado "Hombre Extraordinario", y conocido por ser un gran mago. Yatsu le dijo a Yoy que si quería obtener el amor de Inírida, debía ir en busca de un musgo llamado Jipirraripan («semen del cerro»), también conocido como puzana, o zoon. Luego debía colocar la puzana en la punta de una vara, y bastaría con que ella la tocara para que quedara perdidamente enamorada de él. El príncipe Yoy ayunó dos días antes de hacer lo que Yatsu le había dicho, pero creyó que con esto no bastaría, y decidió obligar a la princesa a internarse en lo profundo del Cerro, donde le dio puzana en exceso.
Al principio, la princesa se mostró enamorada de Yoy, pero pronto comenzó a enloquecer, corriendo de un cerro a otro y arañando la tierra hasta que sus dedos sangraron, buscando de ese modo la manera de entrar a los cerros. La princesa, en el borde de la locura, se quitó los collares que tenía puestos y los arrojó al suelo. Las piedras de los collares se convirtieron en piedras preciosas. Después, la princesa se internó en las entrañas del Cerro, que se abrió para que ella entrara.

#### Segunda versión
La segunda versión de la leyenda de los indígenas Puinave, cuenta que existió una princesa llamada Inírida, cuyo nombre significa «Espejito de Sol», también conocida como Desinkoira, que significa «Mujer de Dulce Olor». La princesa no solo era muy hermosa, sino que también cantaba con una voz muy melodiosa. Sin embargo, aunque muchos hombres la pretendían, ella no le correspondía a ninguno. Solo mostraba un gran amor por los Cerros Mavicure.
En cierta ocasión, llegó al reino del Guainía un príncipe llamado Yoy, proveniente del reino del Vichada. El príncipe, al verse rechazado por la princesa Inírida, como lo habían sido los demás hombres, se sintió muy ofendido y decidió valerse de un brebaje preparado a base de puzana, una planta que crece en los Cerros Mavicure, utilizada en los conjuros de amor. Sin embargo, el brebaje quedó demasiado fuerte, y cuando el príncipe Yoy se lo dio a beber a la princesa Inírida, ella, en vez de enamorarse de él, enloqueció y comenzó a correr por la selva, sin rumbo fijo.
Los Cerros Mavicure, conmovidos por el triste destino de la princesa, le dieron refugio, transportándola al Cerro Pajarito, y allí la protegieron para que nadie la encontrara ni le pudieran hacer daño. Los Cerros convirtieron entonces a la muchacha en la flor de Inírida, y se dice que las cascadas que bajan de los Cerros son las lágrimas de la princesa.

#### Tercera versión
Según otra versión de la leyenda, Inírida no era en principio una princesa. Era una hermosa muchacha que enloqueció después de beber el brebaje que le hizo tomar un joven llamado Yoy. En medio de la locura de la que fue víctima, Inírida fue capaz de escalar el Cerro Pajarito; cuando llegó a la cima, perdió el sentido, y cuando despertó decidió que viviría allí para siempre, alejada de la maldad de las personas, convirtiéndose entonces en la princesa que gobierna desde allí y tiene poder sobre la naturaleza, las plantas, aves, animales de tierra y de agua. Cuando los indígenas cantaban recordando su historia, ella les agradecía derramando sus lágrimas en forma de cascadas desde los Cerros, y haciendo crecer la flor que lleva su nombre, que cambiaba de tonalidad dependiendo de su estado de ánimo y cumplía los deseos mientras sus pétalos se mantuvieran brillantes.

#### Cuarta versión
Una última versión de la leyenda cuenta que en el reino indígena compartido por Vaupés y Guainía, vivían los caciques Yurupary y Mavecure, quienes para unir a sus pueblos decidieron casar a sus hijos. La hija del cacique Mavecure era la princesa Inírida, quien desde pequeña subía al Cerro Pajarito para conversar con él. Con el pasar del tiempo, la princesa se enamoró del Cerro y le confesó su amor; el Cerro le correspondió declarándole también su amor, pero le advirtió que como era una montaña, no le podía dar hijos. Ella le respondió que no le importaba, y que no podía casarse con un hombre porque su amor le pertenecía al Cerro. Entonces el Cerro abrió sus entrañas y la princesa ingresó en su interior. Desde ese entonces, cada vez que llueve, se forman dos cascadas en el Cerro Pajarito, que son interpretadas como las lágrimas de la princesa Inírida. 
En el Cerro crece además un musgo llamado puzana, conocido por los indígenas como la planta del amor, que es la muestra de la unión entre el Cerro y la princesa. Los indígenas obtienen la puzana lanzando dardos con cerbatanas hacia lo alto, en una caverna del Cerro, donde crece el musgo; sin embargo, las aves del lugar defienden la puzana, atrapando con sus picos el musgo al caer. Sin embargo, lo poco que logra llegar al suelo es utilizado por los indígenas para preparar las pócimas de amor.

## Geografía

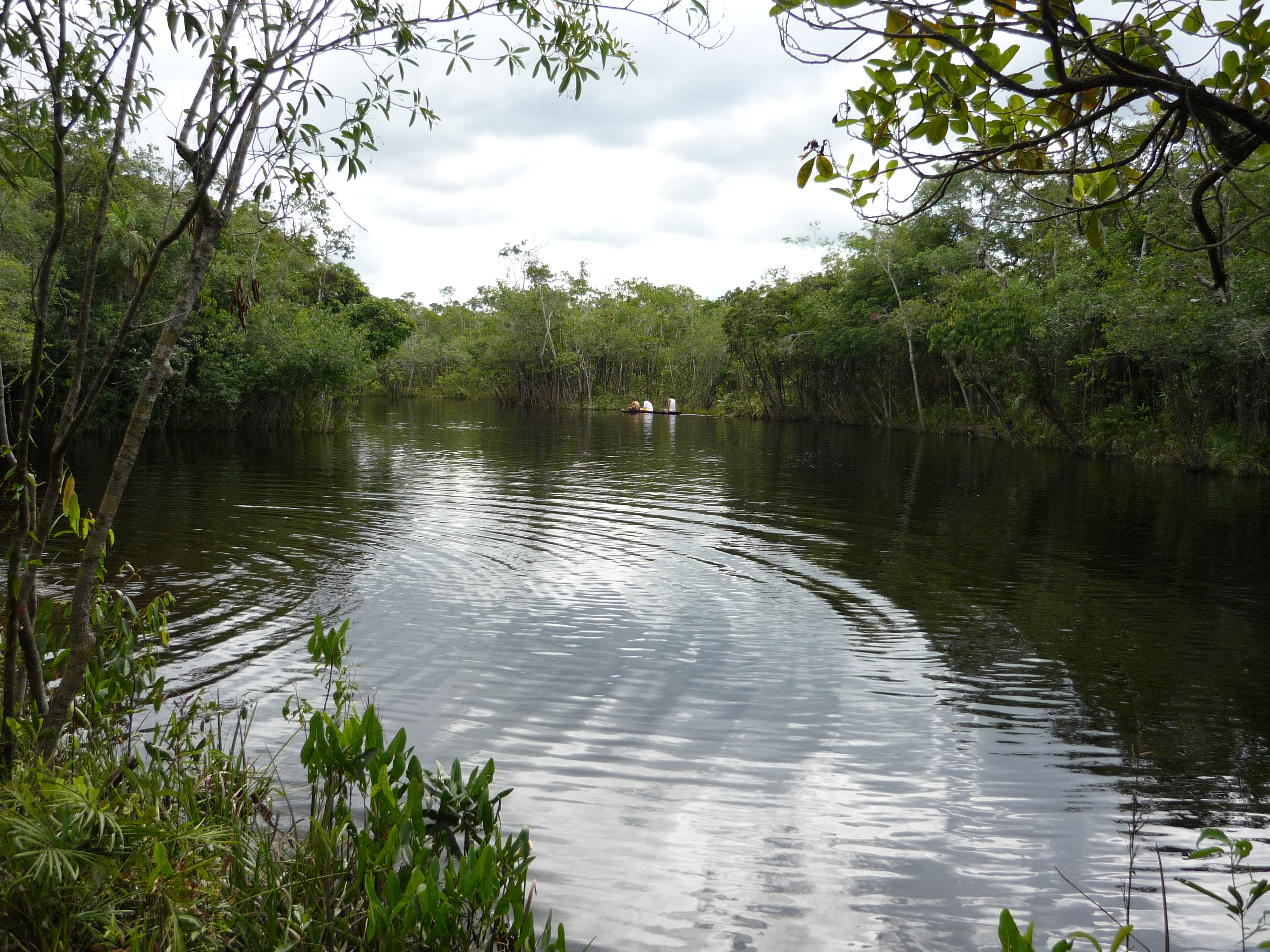
Laguna de Sabanitas.

El municipio de Inírida tiene una extensión territorial de 17.000 km², de los cuales 2000 km² corresponden al área urbana y 15 000 km² al área rural. Se encuentra a una altitud de 100 m s. n. m., y a una distancia de 600 km de Villavicencio, la ciudad más cercana.

### Límites
Limita por el norte con el departamento del Vichada, por el oriente con Cacahual y con el estado venezolano de Amazonas, por el sur con el corregimiento departamental de Puerto Colombia y al occidente con el municipio Barranco Minas y el corregimiento departamental Morichal Nuevo.

### Hidrografía

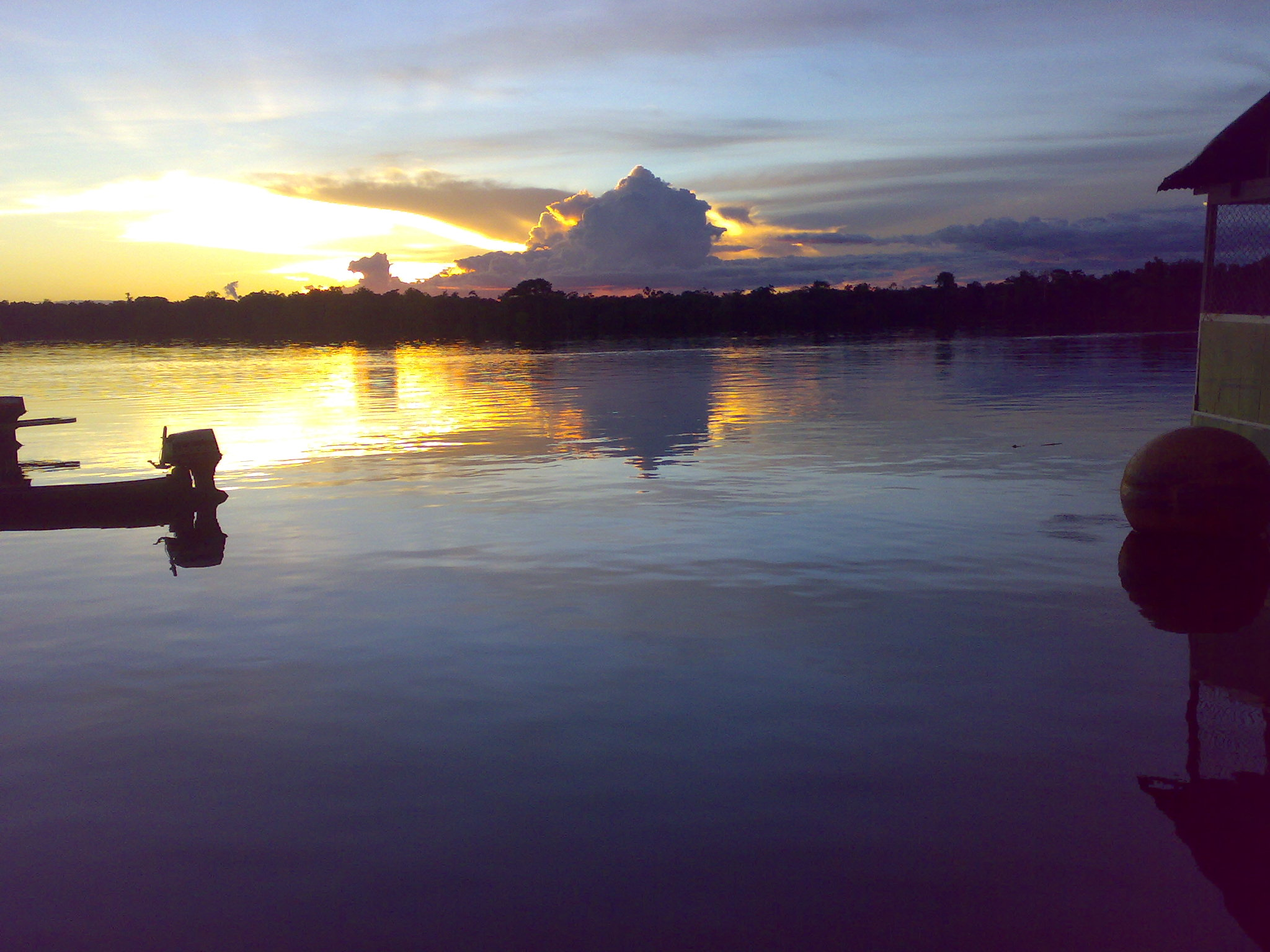
Río Inírida.

El municipio de Inírida se ubica en la Estrella Fluvial de Inírida, lugar donde confluyen tres grandes ríos: el río Guaviare, el río Atabapo y el río Inírida, que al fundirse dan origen al gran Río Orinoco,un área que hace parte del Escudo Guayanés, donde la cobertura vegetal incluye bosques heterogéneos no inundables, bosques inundables y zonas cubiertas de arenas blancas con vegetación arbustiva y herbácea, llamadas “sabaneta” o “catinga"
- Ríos: Guaviare, Inírida, Atabapo y Orinoco
- Caños: Chiquito, Espina, Garza, Gente Vitina, Piaco y Pescado.

## Instituciones de educación

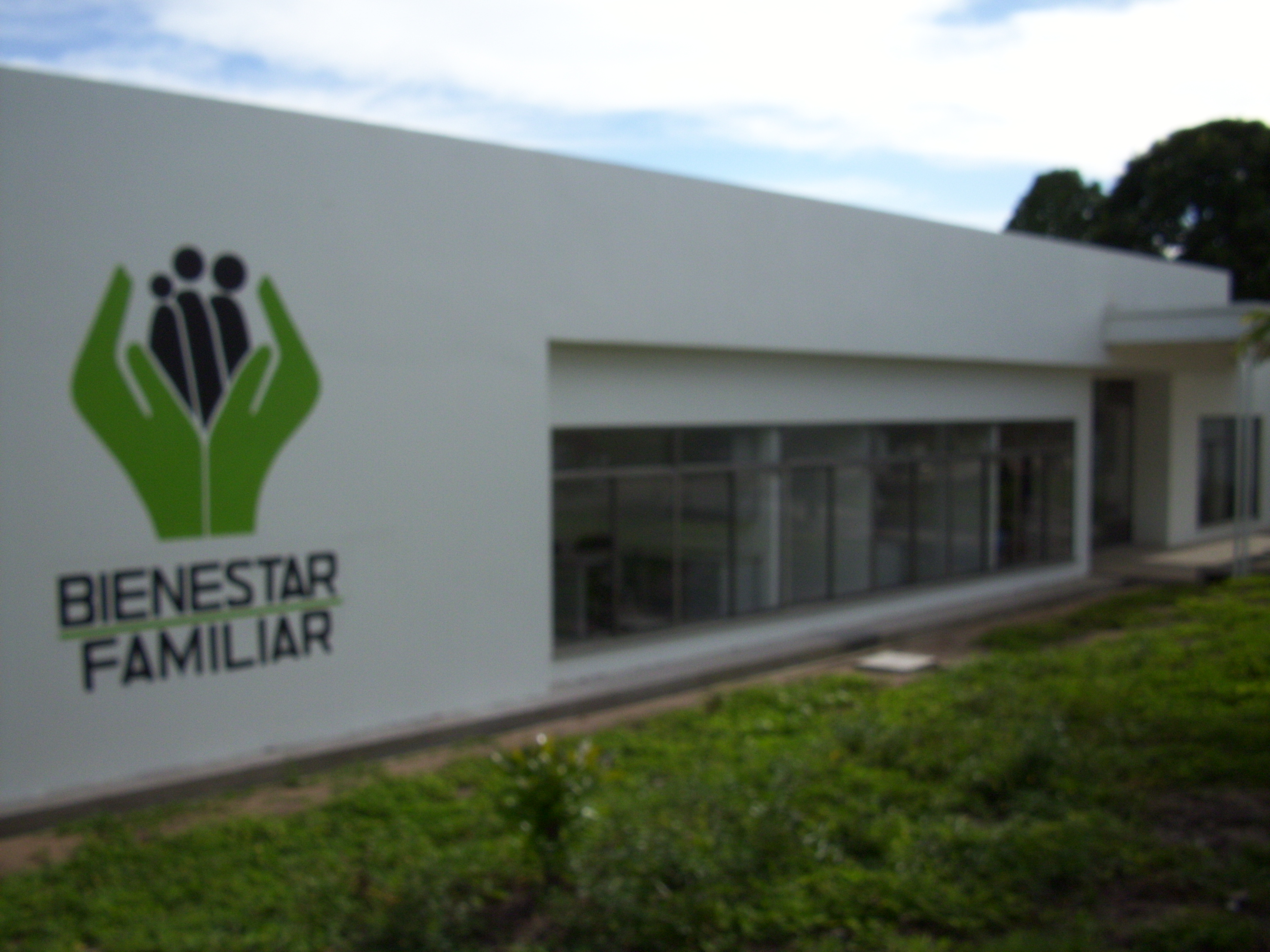
Sede del Instituto Colombiano de Bienestar Familiar en Inírida.

- Institución Educativa Luis Carlos Galán Sarmiento.
- Instituto Integrado Custodio García Rovira.
- Institución Educativa La Primavera
- Institución Educativa Nicolasito
- Institución Educativa Los Libertadores
- Institución Educativa Francisco de Miranda[13]

## Transporte

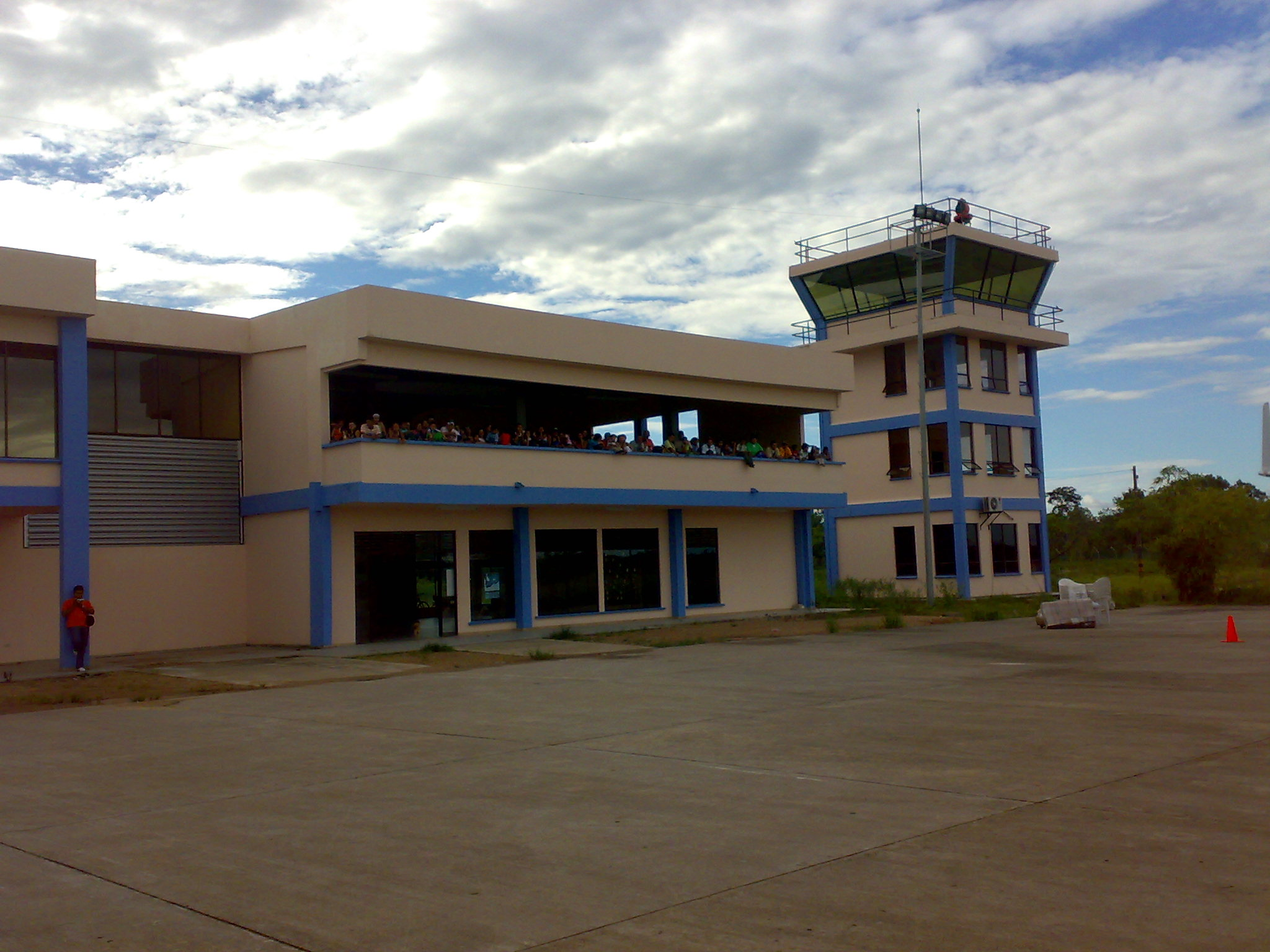
Aeropuerto César Gaviria Trujillo de Inírida.

### Aéreo
El Aeropuerto César Gaviria Trujillo, recibe regularmente vuelos de pasajeros y carga, y esporádicamente el Ejército Nacional, Infantería de Marina y la Policía Nacional.

### Terrestre
La ciudad cuenta con vías dentro de la población y hacia los muelles, pero de momento no cuenta con vías de acceso al interior del país.
Hay un tramo de la Ruta Nacional 95 entre Inírida y el Aeropuerto César Gaviria Trujillo.

### Fluvial
Inírida posee gran cantidad de ríos, siendo navegables, preferiblemente en invierno, durante el segundo semestre del año. La ruta más importante es la que comunica a Inírida con la ciudad de San José del Guaviare a través del río Guaviare.

## Empresas de servicios públicos
- EMELCE S.A.: Es la empresa generadora, distribuidora y comercializadora de energía eléctrica.
- Aguas del Guainía: Es la empresa encargada de prestar los servicios públicos de acueducto, alcantarillado y aseo.

## Instituciones de salud
- E.S.E. Hospital Departamental Intercultural Renacer

## Medios de Comunicación

### Televisión abierta
La ciudad se emite un canal regional público, Canal Trece, En la ciudad se emiten los tres canales nacionales privados Canal 1, Caracol Televisión y Canal RCN y los dos canales nacionales públicos Canal Institucional y Señal Colombia.

### Televisión por suscripción
La ciudad cuenta con múltiples servicios de televisión satelital digital como DirecTV, Claro y Movistar y televisión digital por cable ofrecido por Claro, Tigo, Movistar que ofrece el servicio de televisión digital por red ADSL y GPON (IPTV), y análoga y digital por red bidireccional (HFC), el servicio de televisión digital virtual ofrecida por la red GPON (IPTV) de Claro, Movistar, Tigo y de pequeños sistemas de televisión por cable.

### Emisoras de radio
En Inirida están establecidas todas las grandes cadenas radiales del país y sus distintas emisoras en AM, FM, y en TDT, en un 70 % de las emisoras de FM está disponible el servicio RDS.

## Turismo

### Lugares de interés

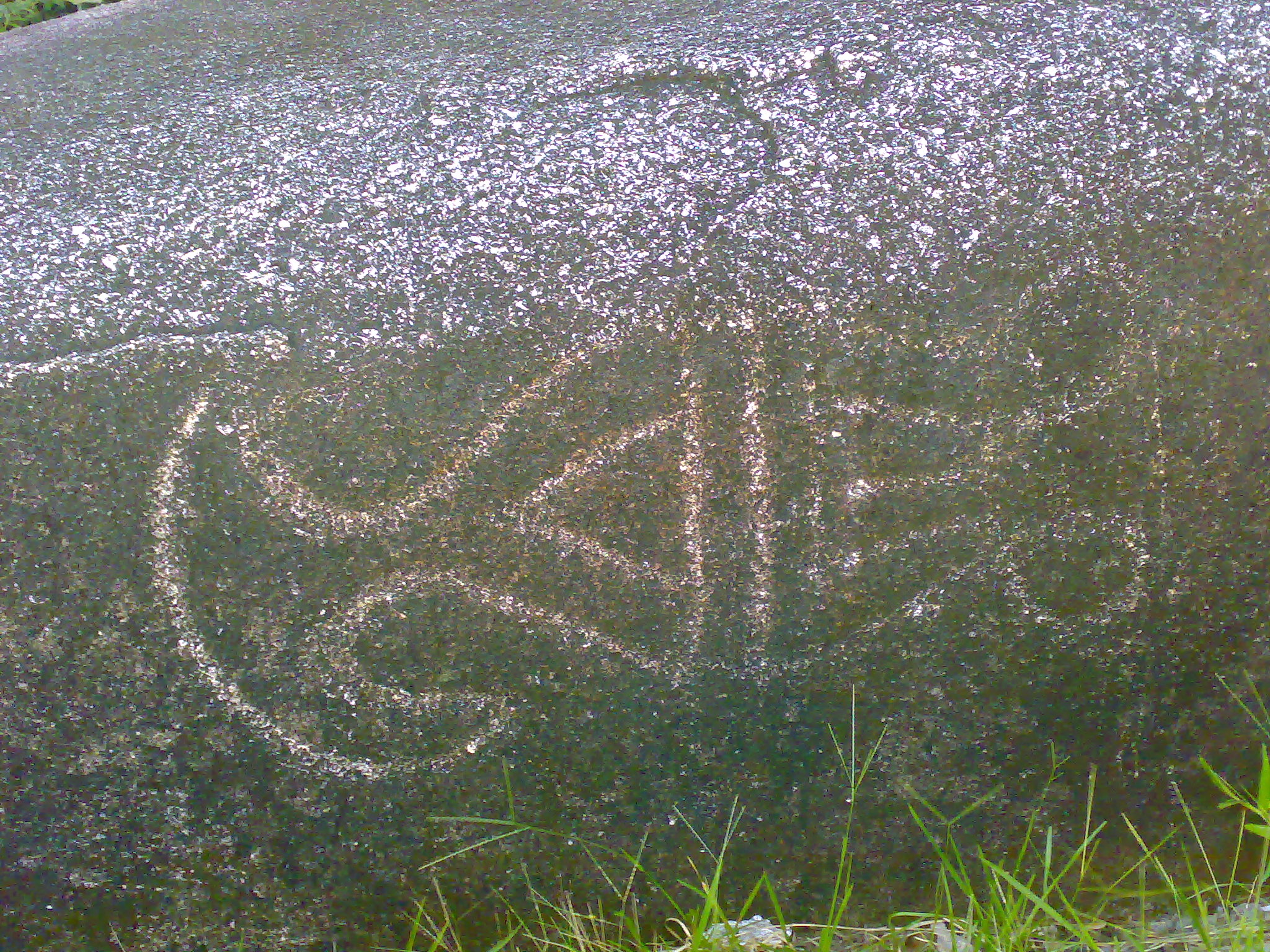
Petroglifos de origen precolombino a orillas del río Inírida.

- Remanso y los cerros de Mavicure: Lugar habitado por los indígenas Puinave. Allí se encuentran los Cerros de Mavecure, Mono y Pajarito, a orillas del río Inírida, lugares en los que transcurre la leyenda de la Princesa Inírida. En la zona se realizan deportes náuticos, camping, contemplación de fauna y flora y senderismo.sendero ecoturístico flor de Inírida, allí podrás hacer senderismo, avistamiento de aves endémicas, degustar de gastronomía típica y frutos del conuco, además de árboles centenarios y la emblemática flor de Inírida en su hábitat natural, todo en un solo lugar Historia, cultura y naturaleza.
- Comunidad de Coco Viejo: Es un lugar en el que se encuentran petroglifos de origen precolombino. La comunidad indígena que habita la zona realiza artesanías de barro y tejidos en fibra de chiqui-chiqui.

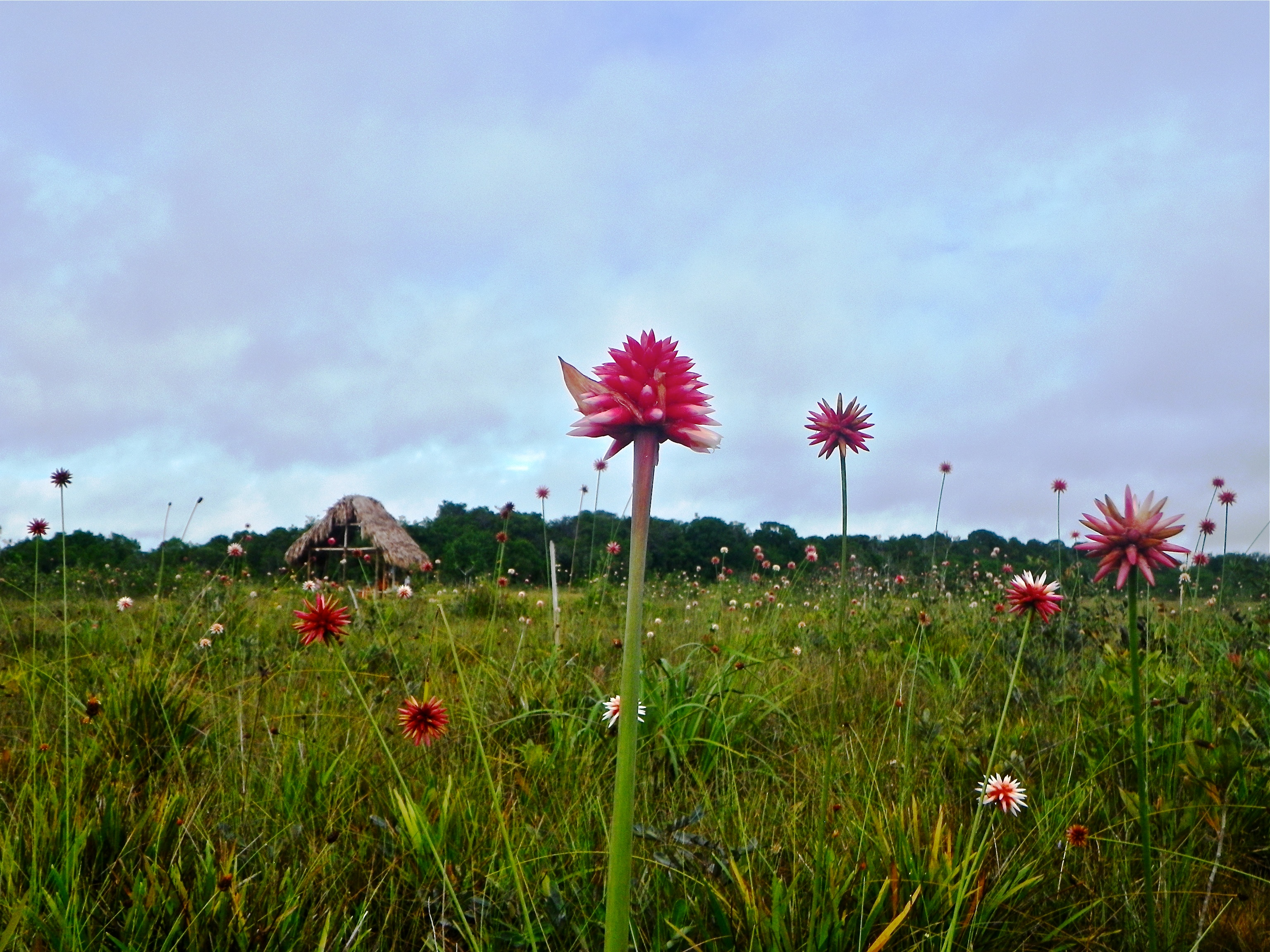
Flores de Inírida de invierno (Guacamaya superba) y de verano (Schoenocephalium teretifolium)

- Jardín de las Flores de Inírida: Está ubicado en las sabanas, en la vía a Caño Vitina, a unos 20 minutos por vía terrestre del casco urbano del municipio. Es un lugar de protección de la flor insignia del departamento de Guainía. Existen al menos dos variedades de la flor de Inírida: la flor de verano y la flor de invierno.
- KENKE Parque Natural y Cultural del Guainía : Ubicado en el km 11 vía Berrocal Vitina, allí podrás hacer senderismo interpretativo, avistamiento de aves, contemplar las hermosas flores de Inírida, al igual que plantas carnívoras, observar árboles centenarios, también degustación gastronómica típica y frutos del conuco. Todo en un solo lugar Historia, Cultura y Naturaleza.

### Festividades
- Festival de verano: Se celebra en el mes de febrero en las playas del río Inírida.
- Festival artístico y cultural: Se realiza en el mes de octubre, y tiene como propósito visibilizar los talentos artísticos locales.
- Festival de las colonias: Denominado también "Encuentro de Tres Culturas", se realiza en el mes de noviembre para celebrar el aniversario del municipio y enaltecer el trabajo de las colonias establecidas en el departamento.

## Estructura organizacional municipal
| Inírida      | Inírida     | Inírida                    |
| Departamento | Código DANE | Categoría municipal (2023) |
| ------------ | ----------- | -------------------------- |
| Guainía      | 94001       | Sexta                      |

- Personería: Es un centro del Ministerio Público de Colombia que ejerce, vigila y hace control sobre la gestión de las alcaldías y entes descentralizados; velan por la promoción y protección de los derechos humanos; vigilan el debido proceso, la conservación del medio ambiente, el patrimonio público y la prestación eficiente de los servicios públicos, garantizando a la ciudadanía la defensa de sus derechos e intereses.

El actual Personero municipal es x (2024-2027).
- Concejo Municipal: Es la suprema autoridad política del municipio. En materia administrativa sus atribuciones son de carácter normativo. También le corresponde vigilar y hacer control político a la administración municipal. Se regulan por los reglamentos internos de la corporación en el marco de la Constitución Política Colombiana (artículo 313) y las leyes, en especial la Ley 136 de 1994 y la Ley 1551 de 2012.

Está constituido por 11 miembros por un periodo de 4 años.  Actualmente se encuentra distribuido con los siguientes partidos para el periodo 2024 - 2027 de la siguiente forma:
Partido Liberal: 2 miembros. Partido Conservador, Cambio Radical, AICO, ASI, La U, Colombia Renaciente, Nuevo Liberalismo, Independientes y Fuerza Ciudadana: 1 miembro. 
- Alcaldía Municipal: En esta se encuentra la administración municipal y las entidades descentralizadas del municipio.

El Alcalde se pronuncia mediante decretos y se desempeña como representante legal, judicial y extrajudicial del municipio. El actual Alcalde municipal es Alexander Sánchez Escobar (2024-2027), elegido por voto popular.
- JAL.